# Summerhill (Toronto Subway)

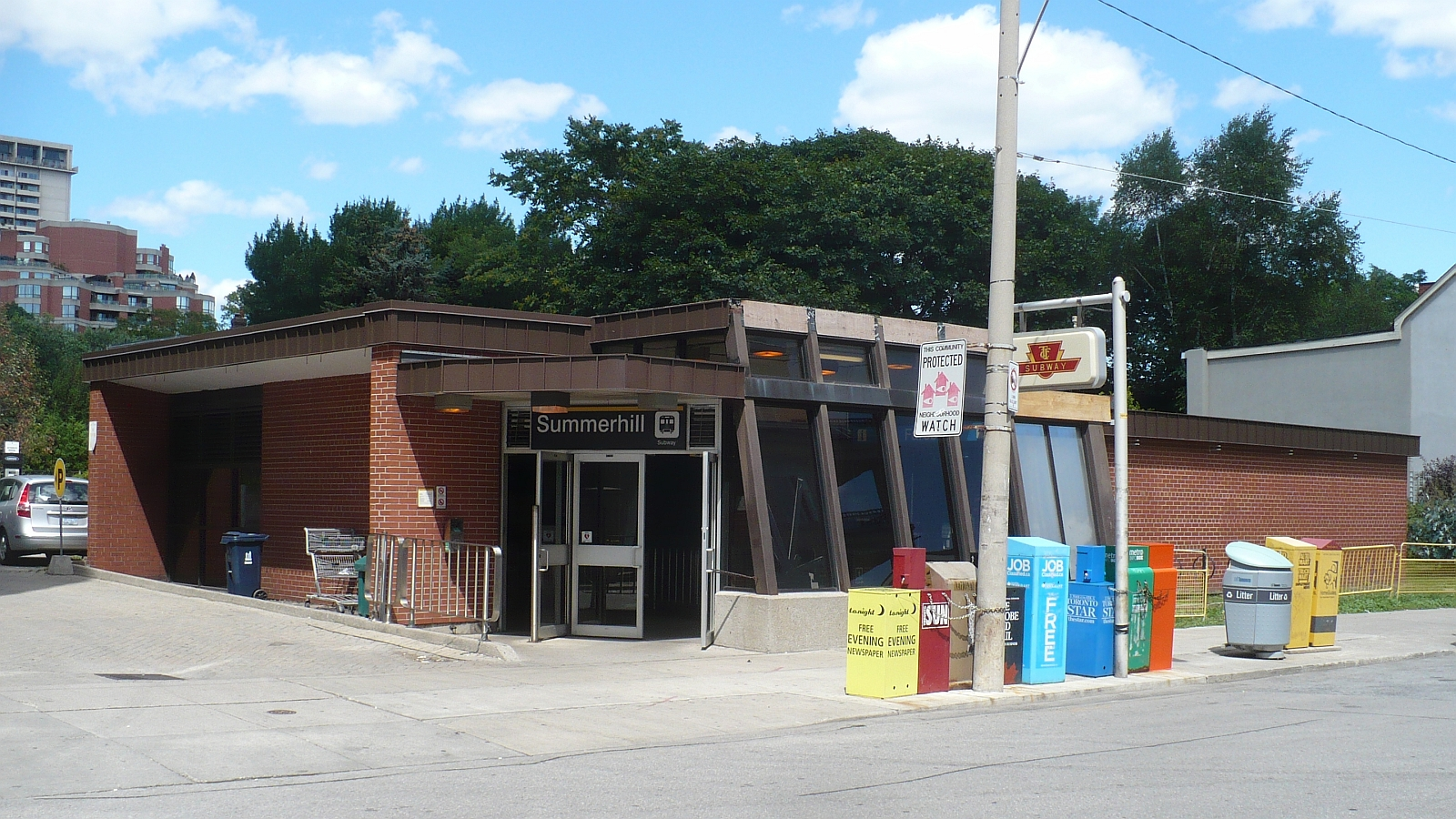
Eingang zur Station Summerhill

Summerhill ist eine unterirdische U-Bahn-Station in Toronto. Sie liegt an der Yonge-University-Linie der Toronto Subway, an der Kreuzung von Yonge Street und Shaftesbury Avenue. Die Station besitzt Seitenbahnsteige und wird täglich von durchschnittlich 5.710 Fahrgästen genutzt (2018).
Die Eröffnung der Station erfolgte am 30. März 1954 zusammen mit dem Abschnitt Union – Eglinton, der ältesten U-Bahn auf kanadischem Boden. Summerhill lag ursprünglich in einem Einschnitt, der aber um 1970 überdeckt wurde. Es kann zu einer Buslinie der Toronto Transit Commission umgestiegen werden.
Summerhill gehört zu den am schwächsten frequentierten Stationen des gesamten Netzes. Der Grund dafür liegt in der geringen Bebauungsdichte und dem Fehlen bedeutender Querstraßen. In unmittelbarer Nähe befindet sich allerdings der stillgelegte Bahnhof North Toronto der Canadian Pacific Railway. Es bestehen vage Pläne, den Bahnhof wiederzueröffnen und dadurch die Union Station zu entlasten. Summerhill würde als Umsteigeknoten markant an Bedeutung zunehmen.